# Gold Ballads
Gold Ballads è un mini-album raccolta del gruppo musicale Hard rock/Heavy metal tedesco Scorpions.
Il disco contiene le cinque ballate inserite nei loro precedenti album pubblicati dalla EMI, cioè dal 1979 in poi, ed inserite in questo EP che presenta in copertina una foto estratta dalle stesse session che hanno portato alle copertine dell'album Love at First Sting e di alcuni singoli ad esso abbinati.

## Tracce
1. Still Loving You – 6:29
2. Holiday – 6:22
3. When the Smoke Is Going Down – 3:51
4. Always Somewhere – 4:56
5. Lady Starlight – 6:14

## Formazione
- Klaus Meine - voce
- Rudolf Schenker - chitarra
- Matthias Jabs - chitarra
- Francis Buchholz - basso
- Herman Rarebell - batteria